# Christine Crozat
Christine Crozat (née en 1952) est une artiste franco-suisse. Elle pratique le dessin, l’estampe, le wall-paper, les installations, la sculpture et la vidéo avec Pierre Thomé.
Elle a fait ses études à l'École nationale supérieure des beaux-arts de Lyon. Son travail a été présenté entre autres au Musée d'Art contemporain de Lyon, au Musée des Beaux-arts, Caen, à la Cité de la céramique, Sèvres, au Musée Réattu, Arles. Une monographie sur son travail a été publiée en 2021,.
En 2007 elle est nommée chevalier des Arts et des Lettres. 
Elle vit et travaille à Lyon et Paris.

## Expositions (sélection)[13]

### 1998
- Les tournis de Minnie, Musée international de la chaussure, Romans[14]

### 2000
- Paysages du T.G.V., Du défilement des pas perdus, (co-production) Musée de Gravelines, Artothèque bibliothèque d’Annecy, École d’Art d’Annecy, Artothèque de Cherbourg, Centre E. Manet de Gennevilliers

### 2002
- Je touche le temps, (Co-production), Hôtel d’Escoville, Artothèque, Caen et Nouveau Palais de Justice, Lyon
- Mine de rien, Musée Réattu, Arles

### 2003
- L’Art dans les Chapelles, Notre Dame des Fleurs, Morbihan

### 2005
- Regarder du temps, Biennale de Lyon, Institution des Chartreux, Lyon

### 2006
- Tropismus, Institut français, Prague[15]
- L’impossible Mule, Les Urbanistes, Fougères

### 2007
- Signalétique provisoire, Provisional signal, Biennale de Lyon, Galerie l’Antichambre, Chambéry
- La maison endormie (dessins) et Trame (vidéo) avec Pierre Thomé, Rencontres contemporaines au Château de Saint-Privat d’Allier

### 2009
- Et à partir de là, Musée des Beaux-Arts, Caen[16]
- Baly Building Evénement, Villeubanne

### 2010
- A pied d’oeuvre, Les Charmettes, Maison Jean-Jacques Rousseau, Chambéry

### 2011
- A ciel ouvert, Béthune capitale régionale de la culture, production Lab-Labanque
- Voix lactée, 9 artistes sur 9 sites classés, La goutte de lait, Auchel

### 2012
- Double, La Spirale, Le Toboggan, Décines
- Double, Maison du peuple, Vénissieux

### 2014
- Post Tenebra Lux, La fabrique sensible, Baux-de-Provence[17]
- Camille, Identité de genre 22+1, Galerie Françoise Besson, Lyon
- Justement, Galerie Schumm-Braunstein, Paris

### 2015
- Amanohashidate, Biennale d’art contemporain, Galerie Françoise Besson, Lyon[18]

### 2017
- Cobblesoaps, Karawan, Biennale d’art contemporain, Lyon[19]

### 2018
- Se rencontrer, Galerie Eric Mouchet, Paris[20]
- Nous rencontrer, POCTB, le pays où le ciel est toujours bleu, Orléans[21]

### 2019
- Entre les mondes, Galerie Françoise Besson, Lyon[22]

### 2021
- Mémoires de formes, Musée de l’hospice Saint Roch, Issoudun[23]
- Mémoires de formes, Domaine de Kerguehennec, Bignan[24]
- Mémoires de formes, Galerie Eric Mouchet, Paris[25]

### 2023
- Compter les jours, Hommage à Rosa Luxemburg, Fondation Bullukian, Espace Bullu’Lab, Lyon, France, Galerie Françoise Besson, Lyon, France
- Trouble Transparence, Galerie des Jours de Luna, Metz, France

### 2024
- Solanum Baretiae, Hommage à Jeanne Barré, Christine Crozat et Bertrand Hugue Galerie Eric Mouchet, Paris[26]
- Collective, L'atelier Eric Seydoux, imprimeur et éditeur d'art, Musée Matisse, Cateau-Cambresis[27]

## Publications
- Christine Crozat, Paris, In Fine éditions d'art, 2021 (ISBN 9782382030240)[9],[10]
- Christine Crozat, Pierre Thomé, L’eau brûle, Éditions du Chemin de Fer, 2016  (ISBN 9782916130880)[28]
- Christine Crozat, Et à partir de là, Fage éd, 2009  (ISBN 978-2-84975-184-8)[29]
- Éric Laniol, Cahier Crozat, UFR arts, Département arts visuels, Université Marc Bloch, 2007  (ISBN 9782916058108)[30]